# Iglesia de San Lanfranco
San Lanfranco es una iglesia católica de estilo románico y una antigua abadía, ubicada en via San Lanfranco Vescovo, 4/6, justo al oeste del centro de la ciudad de Pavía, región de Lombardía, Italia.

## Historia
Cerca de aquí se encontraba una iglesia paleocristiana en el sitio, dedicada al Santo Sepulcro (Santo Sepolcro), y la primera documentación de un monasterio aquí data de 1090. El monasterio se asoció con la Orden de Vallombrosa y acogió al obispo Lanfranco Beccari, hasta su muerte en 1198. El Papa Alejandro III elevó a Lanfranco a la santidad al año siguiente. Esta iglesia, que contuvo sus reliquias, fue reconstruida a partir de esta época y se consagró en 1236, con el campanario de 1237 y la fachada de 1257. El pequeño claustro fue diseñado en 1476 por el arquitecto Giovanni Antonio Amadeo. Amadeo también diseñó y esculpió los elementos del Arca di San Lanfranco que sirve como monumento funerario y tumba del santo.
Ubicada fuera de las murallas de Pavía, la abadía fue requisada con frecuencia por los ejércitos que asediaban la ciudad. A lo largo de los años, una serie de eventos, incluidas inundaciones e incendios, dañaron la iglesia y la abadía. Durante el sitio de Pavía en 1524, que terminó en la batalla de 1525, el rey de Francia Francisco I estableció su cuartel general en el monasterio. Poco después de 1782, el monasterio fue suprimido y la iglesia fue transformada en parroquia.

## Arquitectura
La fachada es tripartita y estrecha en los lados por dos voluminosos contrafuertes. En el medio hay aberturas circulares, en el centro el portal de piedra riquadrato. El frente está coronado por una logia ciega, típica del románico de Pavía. 
La parte superior está decorada con placas de cerámica (ejemplos de mayólica arcaica Pavese). El campanario data de 1237 la estructura es esbelta. A cada lado hay cinco espejos con una fila de seis arcos simples. En la parte superior la celda campana enmarcada por una ventana de tres horas. Bajo la banda de arcos el yeso blanco contrasta con el rojo de la terracota. También hay placas de mayólica, también presentes en la fachada, como evidencia de las relaciones con el Cercano Oriente. El interior de la iglesia es de cruz latina. La nave está salpicada de delgados pilares y cubierta por bóvedas de crucería. La cúpula es octogonal. El presbiterio, con un pequeño ábside poligonal, data de las intervenciones de finales del siglo XV. En el crucero derecho, dentro de un rico marco barroco de estuco, se conserva un fresco de mediados del siglo XV con la Virgen y el Niño, el Padre Eterno, un abad santo con el monje ordenante y un santo monje recientemente atribuido a Franceschino Zavattari.

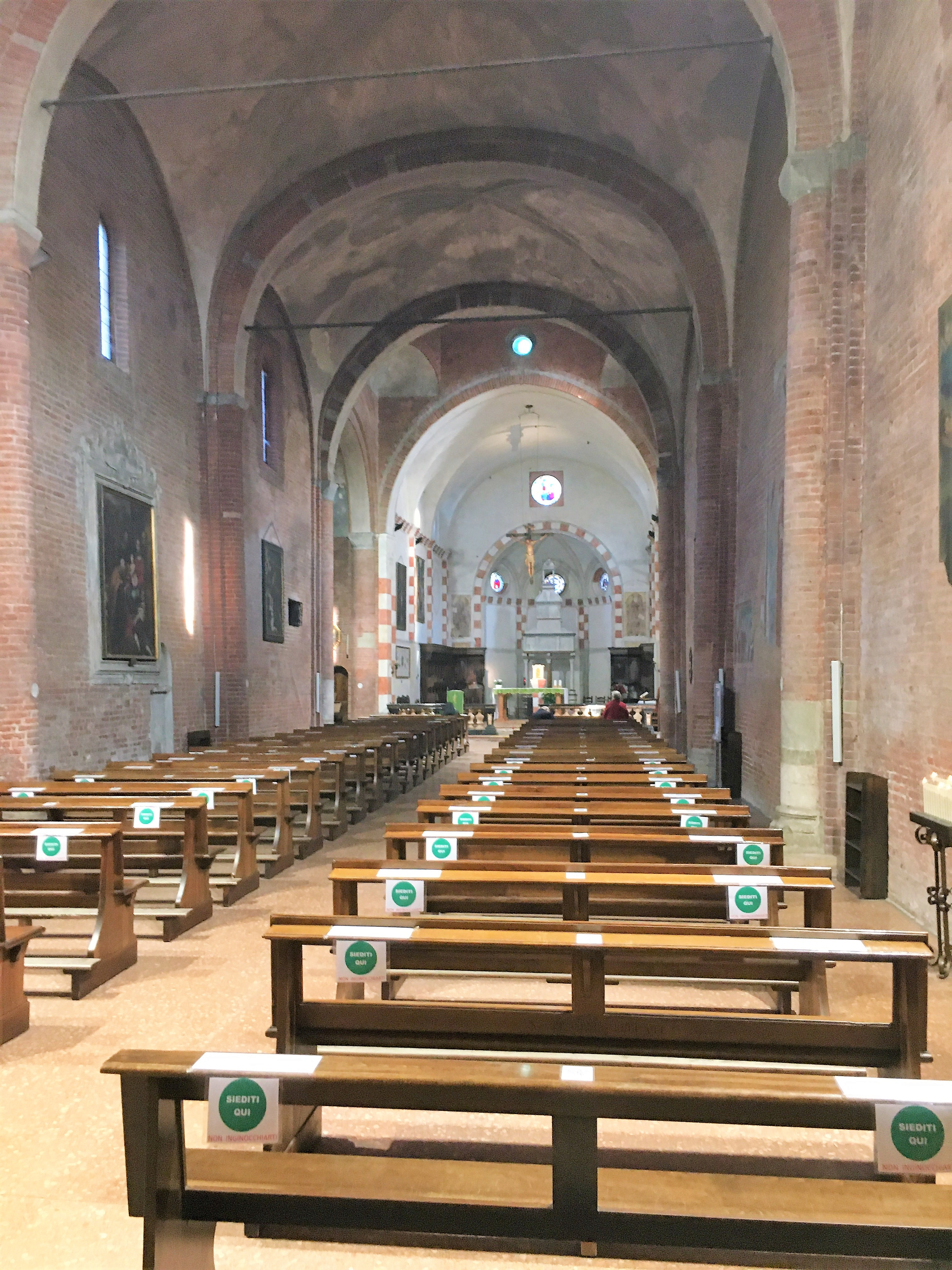
Interior.
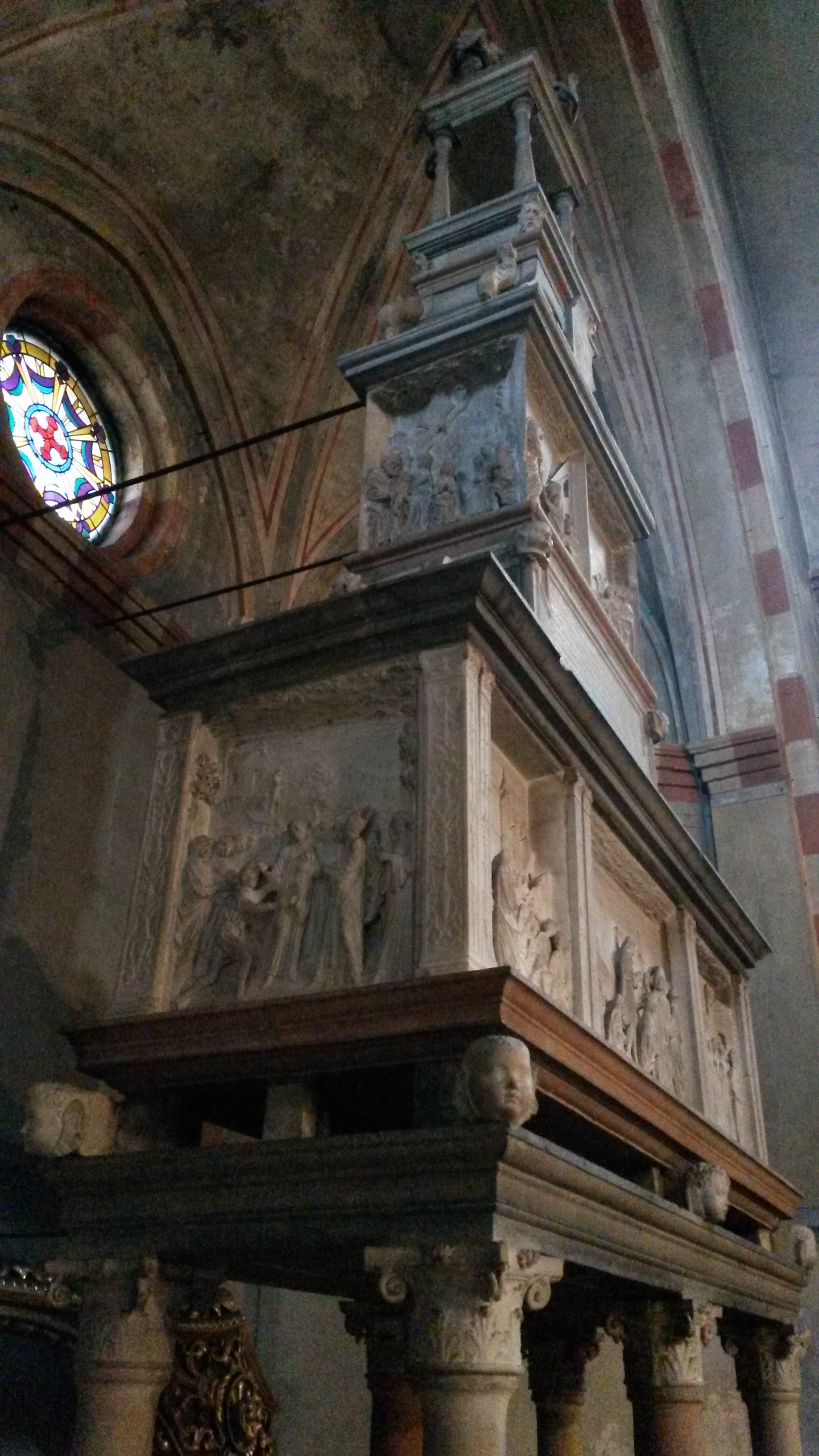
Giovanni Antonio Amadeo, Arca de San Lanfranco, 1498-1509.
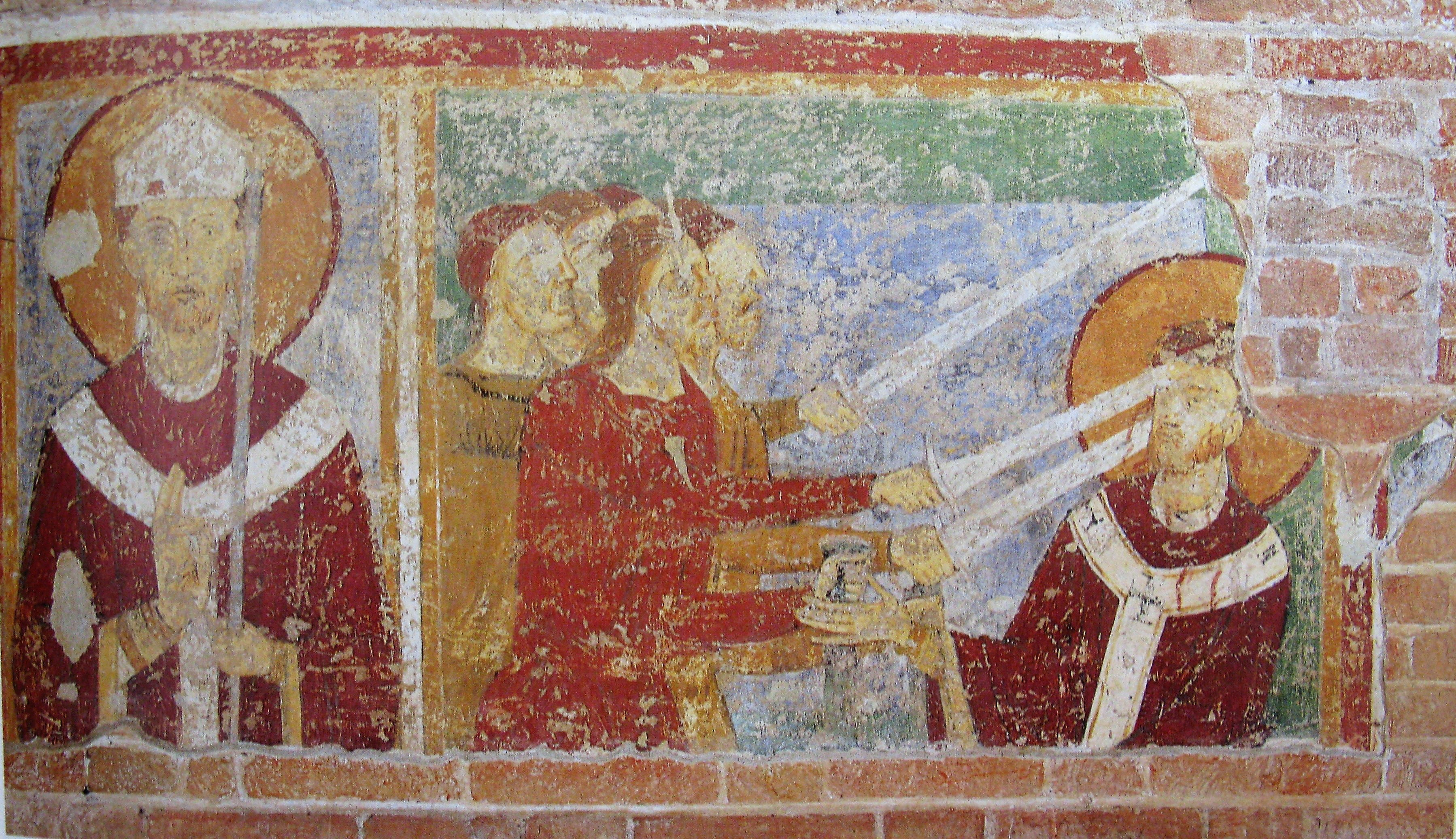
Asesinato de Thomas Becket. Fresco, primera mitad del siglo XIII.
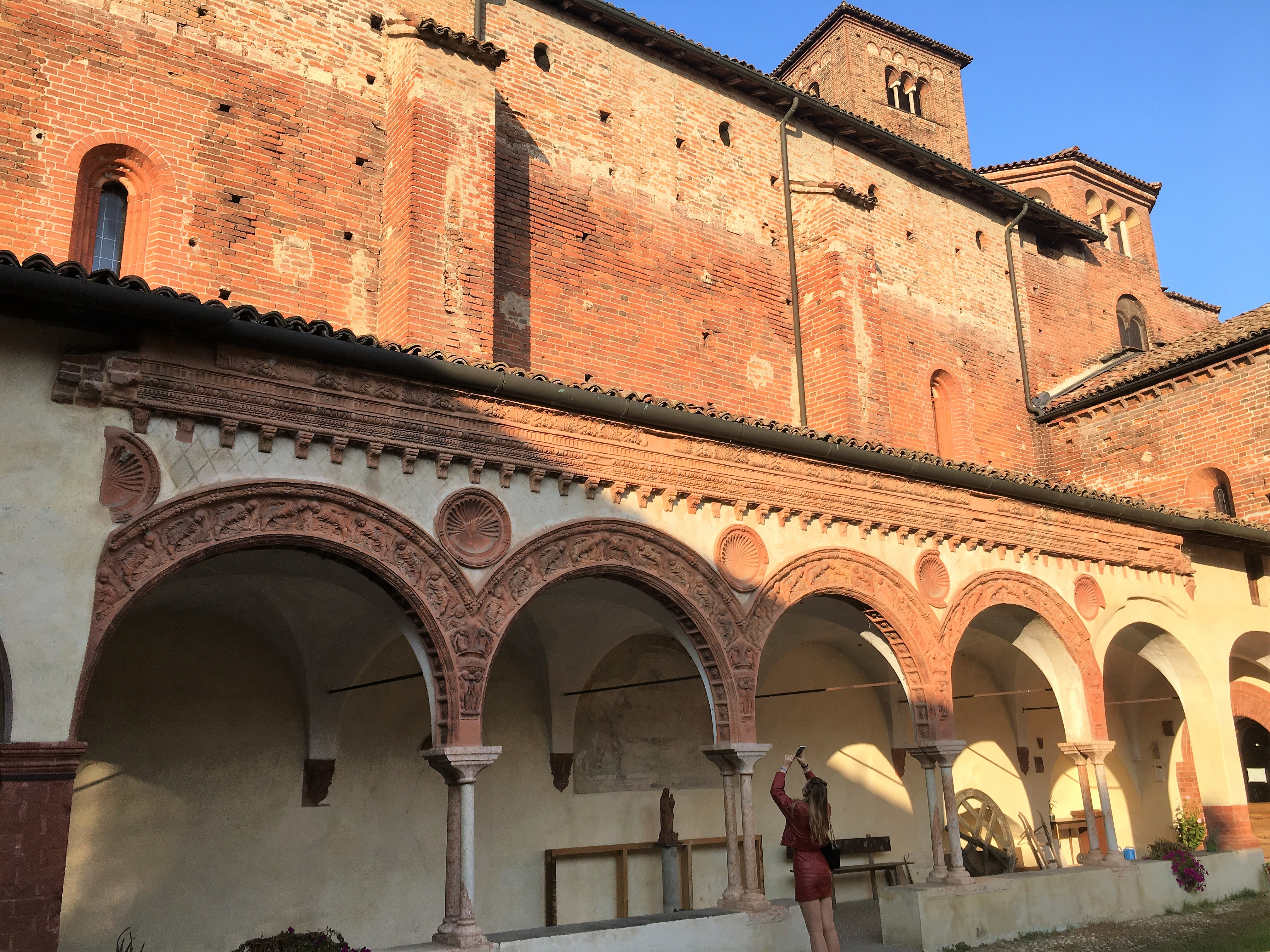
Claustro pequeño, 1467.
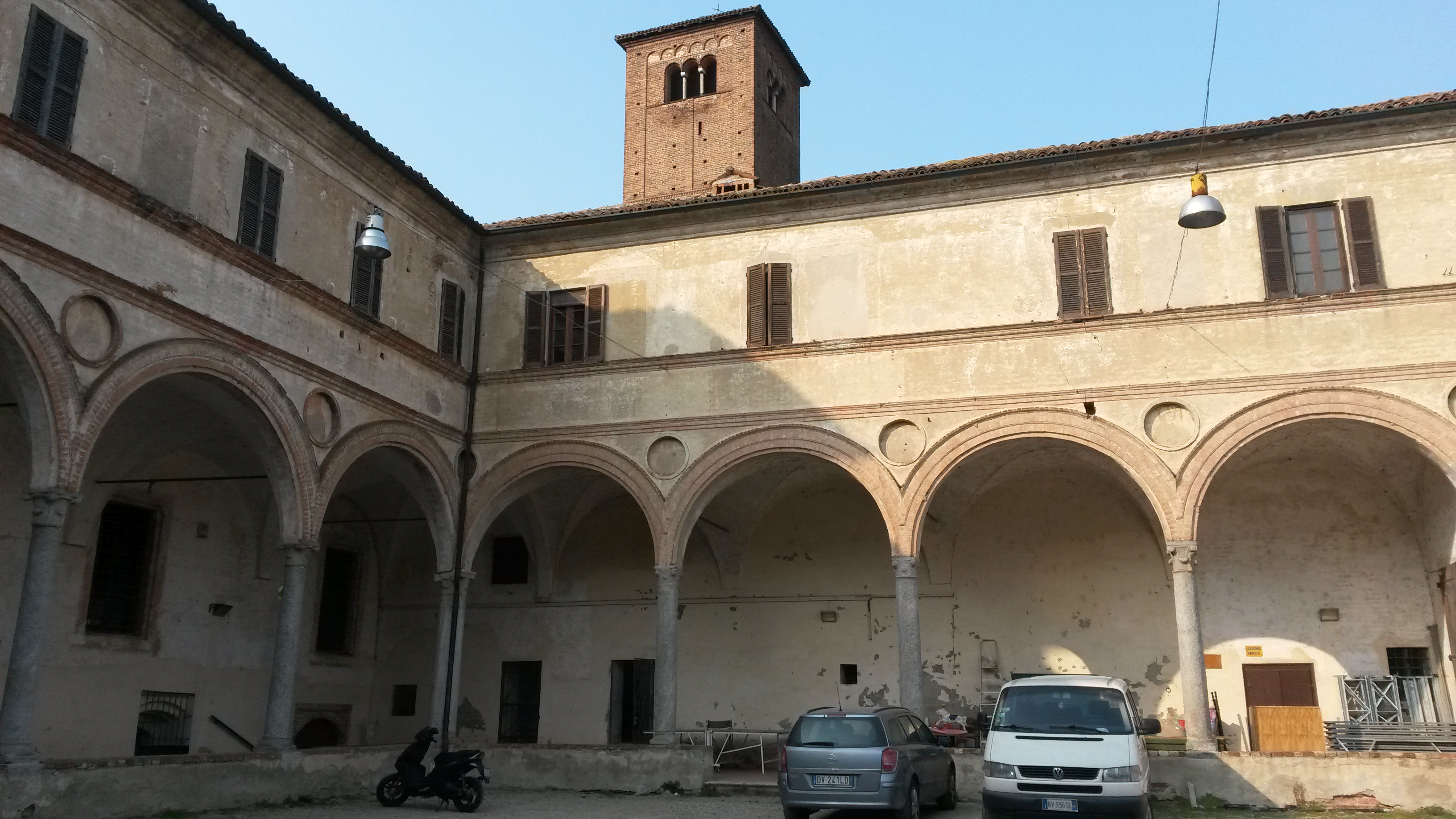
Gran claustro, hacia 1480.
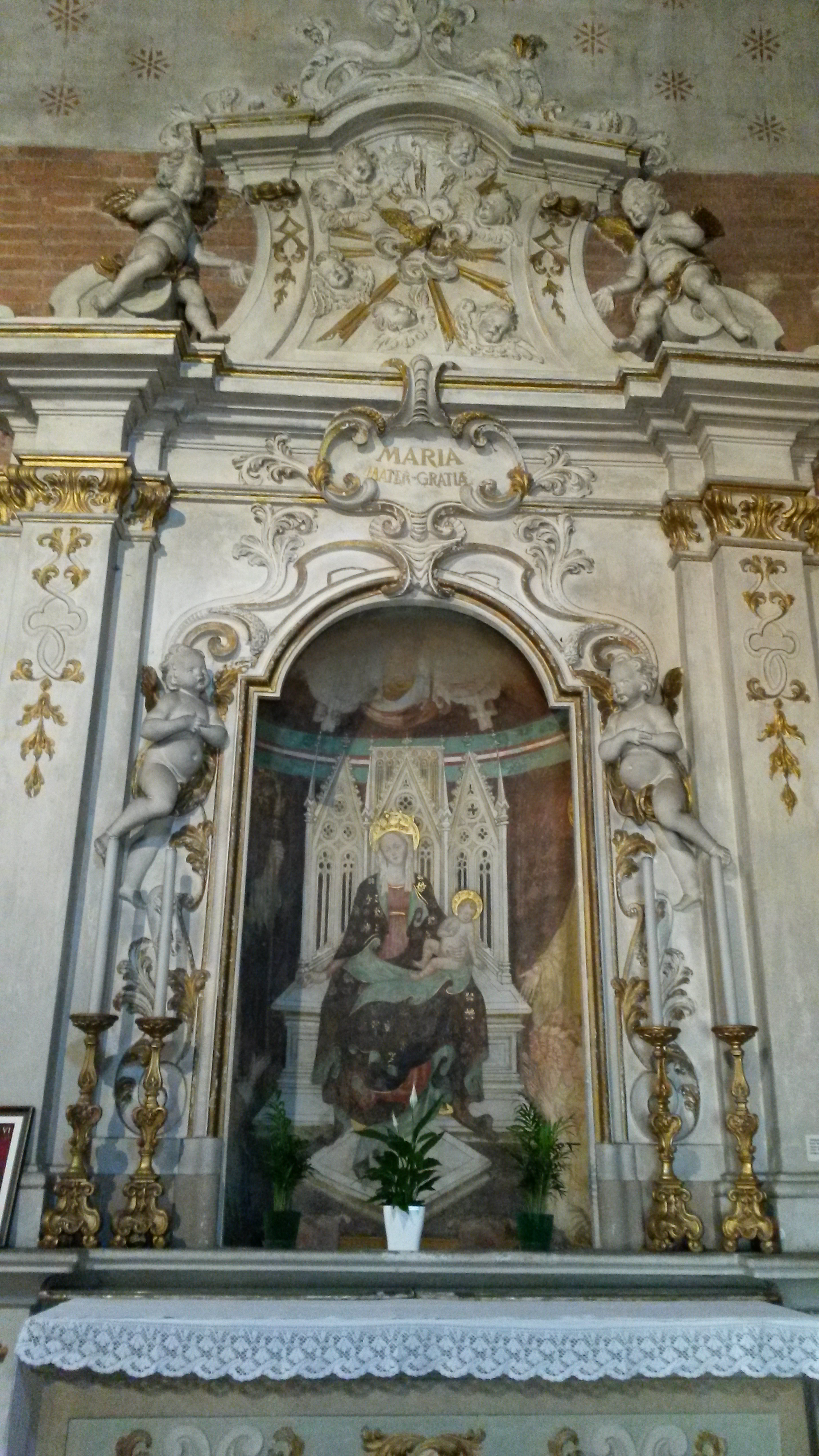
Franceschino Zavattari, Virgen y el Niño, el Padre Eterno, un abad santo con el monje ordenante y un santo monje recientemente.

El coro de madera de nogal tallado, realizado entre la segunda mitad del siglo XV y los primeros años del siguiente, lleva el escudo de armas y el nombre "Luca" (nombre del abad Luca Zanachi). El coro, situado a lo largo de los muros laterales del presbiterio, consta de dos cuerpos de nueve puestos cada uno, separados por barreras perforadas, con asientos de cabina y respaldos lisos en la parte superior enmarcados por un motivo lobulado.
Si bien el exterior de la iglesia es principalmente de ladrillo simple, el interior aún contiene frescos de los siglos XIII al XV. Entre los más notables, se encuentra un fresco que representa el asesinato de Santo Tomás Becket, cuya vida tuvo paralelos con San Lanfranco. Los restos del pequeño claustro conservan tallas románicas en las columnas. El claustro mayor tiene decoraciones de estilo renacentista del siglo XV en los capiteles. La tumba del Santo (Arca de San Lanfranco) se completó entre 1498 y 1508 con diseños de Amedeo, y destaca por los bajorrelieves tallados por Amedeo y sus seguidores que representan la vida del Santo.